# Rache schmeckt süß
Rache schmeckt süß (jap. 私たちはどうかしている Watashi-tachi wa Dōka Shiteiru) ist eine Manga-Serie von Natsumi Andō, die von 2016 bis 2023 in Japan erschien. Die dramatische Geschichte um Confiseure und die Aufklärung eines lange zurückliegenden Mordes wurde in mehrere Sprachen übersetzt und 2020 als Dorama adaptiert.

## Inhalt
Als kleines Mädchen ist Nao Okura zusammen mit ihrer Mutter im Kogetsuan aufgewachsen, einer bekannten Confiserie, bei der ihre Mutter arbeitete. Sie freundete sich mit dem Sohn des Hauses an, Tsubaki, und lernte von ihm und ihrer Mutter die Herstellung von Pralinen. Doch nach einigen Jahren wird Tsubaki der unstandesgemäße Umgang mit den einfachen Angestellten von seinem Vater verboten. Einige Zeit darauf wird der Vater tot aufgefunden und Tsubaki beschuldigt Naos Mutter. Sie wird verurteilt und stirbt kurz darauf im Gefängnis, während Nao das Haus verlassen muss und bei Pflegeeltern aufwächst.
Mit 21 Jahren ist Nao zu einer erfolgreichen jungen Confiseurin geworden. Um einen Auftrag zur Belieferung einer Hochzeit zu erhalten, soll sie gegen die Konkurrenz in einem Wettstreit gewinnen. Diese stellt sich als Kogetsuan heraus, weswegen Nao zunächst ablehnt. Doch das Schicksal ihrer Mutter wird an ihren Chef verraten, der nicht die Tochter einer Mörderin beschäftigen will. Gekündigt sieht sich Nao nun gezwungen, doch das Angebot des Wettstreits anzunehmen und tritt gegen Tsubaki an. Der ist mittlerweile Chef des Kogetsuan und erkennt Nao nicht wieder. Zur gleichen Zeit erhält Nao von einem Unbekannten eine letzte Nachricht ihrer Mutter zugespielt, in der diese ihre Unschuld betont. Als dann Tsubaki ihr einen Heiratsantrag macht, nimmt Nao an. Sie will Tsubaki und dessen Familie nahe kommen, um das Geheimnis des Mordes zu lüften und sich für ihre Mutter zu rächen.

## Veröffentlichung
Der Manga erschien von Dezember 2016 bis Juli 2021 im Magazin Be·Love beim Verlag Kodansha. Dieser brachte die Serie auch gesammelt in 19 Bänden heraus. Von Dezember 2021 bis Februar 2023 erschien ein Nachfolger unter dem Titel 私たちはどうかしている 新婚編, Watashitachi wa Dōka Shiteiru: Shinkon-hen. Dieser wurde auch in insgesamt drei Bänden veröffentlicht.
Eine deutsche Übersetzung erschien von Oktober 2021 bis Oktober 2024 komplett bei Kazé bzw. Crunchyroll. Der amerikanische Ableger von Kodansha brachte eine englische Fassung heraus, bei Ever Glory Publishing erschien eine chinesische.

## Adaption fürs Fernsehen
Seit dem 12. August 2020 zeigt Nippon TV eine Adaption des Mangas als Dorama. Die Hauptrollen wurden von Minami Hamabe (Nao Hanaoka) und Ryūsei Yokohama (Tsubaki Takatsuki) übernommen.